# Orquesta Bach de Múnich

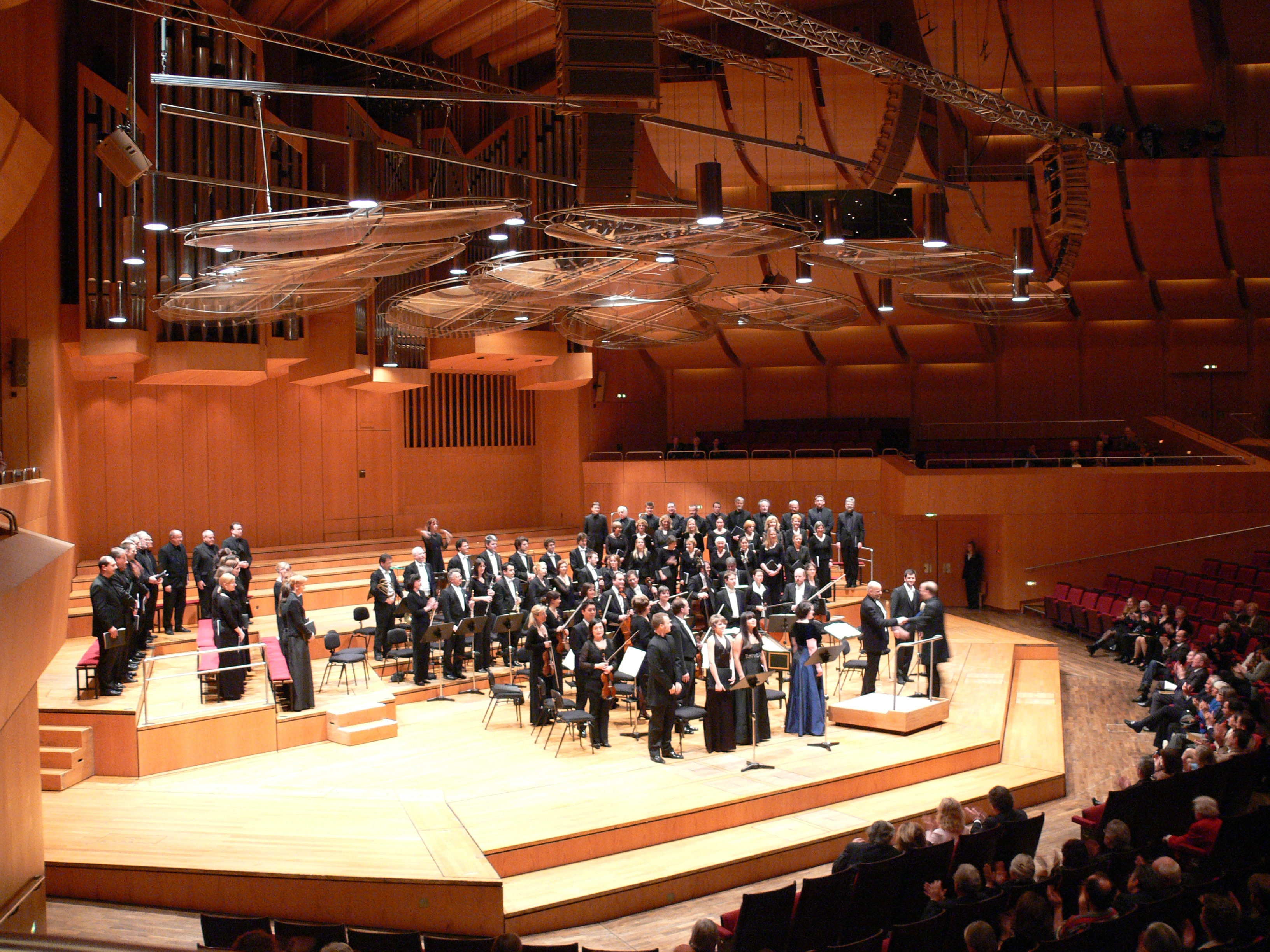
Solistas, el Bach-Chor München y el Bachkollegium München en el Gasteig Kulturzentrum, en febrero del 2008.

La Orquesta Bach de Múnich (en alemán y oficialmente, Münchener Bach-Orchester) es una orquesta sinfónica alemana con sede en la ciudad de Múnich. Fue fundada en 1953 por el director de orquesta y organista alemán Karl Richter, y enseguida obtuvo gran éxito por parte del público y la crítica por sus interpretaciones de obras de Johann Sebastian Bach y Georg Friedrich Händel.
Una de sus interpretaciones más conocidas fue la de la Pasión según San Mateo de Bach junto con el Coro Bach de Múnich y bajo la dirección de Richter, grabada para el sello Archiv Produktion. 